# Новотроицкое (Казачинский район)
Новотроицкое — село в Казачинском районе Красноярского края, административный центр Новотроицкого сельсовета.

## География
Находится в правобережной части района примерно в 20 километрах по прямой на юго-восток от районного центра посёлка Казачинское.

## Климат
Климат континентальный с умеренно суровой продолжительной, но малоснежной зимой и коротким жарким летом. Среднегодовая температура воздуха −1.9 °C, наиболее тёплым месяцем является июль, наиболее холодным месяцем — январь. Средняя температура января −18 °C, июля +20 °C. Абсолютный максимум температуры воздуха 37 °C, абсолютный минимум температуры воздуха −59 °C. Снежный покров устанавливается в начале ноября и сходит к концу марта, держится 185—190 дней. Высота снежного покрова колеблется от 40 до 70 см. Период с отрицательными температурами составляет 225—230 дней. Число дней с температурой воздуха выше +10 °C составляет 100—110.

## История
Село основано в 1910 году переселенцами из центральных областей России. В советское время работал колхоз им. Сталина.

## Население
| 2010 |
| ---- |
| 144  |

Постоянное население составляло 158 человек в 2002 году (75 % русские).